# Brevicornu tongariro
Brevicornu tongariro är en tvåvingeart som beskrevs av Zaitzev 2002. Brevicornu tongariro ingår i släktet Brevicornu och familjen svampmyggor. Inga underarter finns listade i Catalogue of Life.